# Kevin Williamson (scenarzysta)
Kevin Meade Williamson (ur. 14 marca 1965 w New Bern) – amerykański scenarzysta i aktor.

## Filmografia
Aktor:
- Inny świat (Another World, 1964–1999) jako Dougie (1990)
- Brudne pieniądze (Dirty Money, 1995)
- Bezlitosna rzeka (Hot Ticket, 1996) jako Haker
- Krzyk 2 (Scream 2, 1997) jako Facet, który przeprowadza wywiad z Cottonem
- Real Women (1998) jako Ray Wood

Scenarzysta:
- Krzyk (Scream, 1996)
- Krzyk 2 (Scream 2, 1997)
- Koszmar minionego lata (I Know What You Did Last Summer, 1997)
- Jezioro marzeń (Dawson's Creek, 1998–2003)
- Oni (The Faculty, 1998)
- Jak wykończyć panią T.? (Teaching Mrs. Tingle, 1999)
- Wasteland (1999)
- Glory Days (2002)
- Przeklęta (Cursed, 2005)
- Tajemnice Palm Springs (Hidden Palms, 2006)
- Pamiętniki wampirów (The Vampire Diaries, 2009–2017)
- Tajemny krąg (The Secret Circle, 2011–2012)

Reżyser:
- Jak wykończyć panią T.? (Teaching Mrs. Tingle, 1999)
- Krzyk 7 (Scream 7, 2026)

## Nagrody
- Krzyk (1997): Saturn najlepszy scenariusz